# Шредер, Карли
Ка́рли Брук Шре́дер (англ. Carly Brook Schroeder; род. 18 октября 1990, Валпарейзо, Индиана) — американская актриса, известная благодаря мыльной опере «Порт Чарльз». Сотрудничала с Disney Channel и играла роль Мелины Бианко в телесериале «Лиззи Магуайер».

## Биография
Карли Брук Шредер родилась 18 октября 1990 года в городе Валпараизо, штат Индиана, США. В 5 лет начала сниматься в рекламе. С 7 лет начала сниматься в мыльных операх. С 1997 по 2003 год снималась в сериале «Порт Чарльз», с 2001 по 2003 год — в «Лиззи Магуайер». Позже большую известность ей принесли фильмы «Жестокий ручей» (2004), «Огненная стена» (2006), а также «Грейси» (2009), где она сыграла главную роль.

## Фильмография
| Год       |     | Русское название                    | Оригинальное название             | Роль                           |
| --------- | --- | ----------------------------------- | --------------------------------- | ------------------------------ |
| 1997—2003 | с   | Порт Чарльз                         | Port Charles                      | Серена Болдуин                 |
| 1998      | ф   | Бэйб: Поросёнок в городе            | Babe: Pig in the City             | озвучка различных голосов      |
| 1999      | мф  | История игрушек 2                   | Toy Story 2                       | озвучка дополнительных голосов |
| 2000      | тф  | Растущий до Брейди                  | Growing Up Brady                  | Сьюзан Олсен                   |
| 2000      | с   | Бухта Доусона                       | Dawson's Creek                    | Молли Сей                      |
| 2001      | тф  | Веб-девочка                         | Web Girl                          | Дженнифер Коллинз              |
| 2001—2003 | с   | Лиззи Магуайер                      | Lizzie McGuire                    | Мелина Бианко                  |
| 2002      | с   | Джордж Лопес                        | George Lopez                      | Эшли                           |
| 2003      | ф   | Лиззи Магуайер                      | The Lizzie McGuire Movie          | Мелина Бианко                  |
| 2004      | ф   | Жестокий ручей                      | Mean Creek                        | Милли                          |
| 2004      | с   | Детектив Раш                        | Cold Case                         | Брэнди                         |
| 2005      | кор | Мы все терпим неудачи               | We All Fall Down                  | Черити                         |
| 2006      | ф   | Огненная стена                      | Firewall                          | Сара Стэнфилд                  |
| 2006      | ф   | Глаз дельфина                       | Eye of the Dolphin                | Алиса                          |
| 2007      | ф   | Добыча                              | Prey                              | Джессика Ньюман                |
| 2007      | ф   | Грейси                              | Gracie                            | Грейс Боуэн                    |
| 2008      | с   | Говорящая с призраками              | Ghost Whisperer                   | Лиза Бензинг                   |
| 2009      | тф  | Молитвы за Бобби                    | Prayers for Bobby                 | Джои Гриффит                   |
| 2009      | с   | Закон и порядок: Специальный корпус | Law & Order: Special Victims Unit | Ким Гарнет                     |
| 2009      | ф   | Не забывай меня                     | Forget Me Not                     | Сэнди Ченнинг                  |
| 2012      | ф   | Обряды посвящения                   | Rites of Passage                  | Карли                          |
| 2013      | ф   | Слегка одинокий в Л.А.              | Slightly Single in L.A.           | Бекка                          |
| 2015      | ф   | Подготовительная школа              | Prep School                       | Кайра Мэтисон                  |
| 2017      | ф   | Один из нас                         | One of Us                         | Винус                          |
| 2017      | с   | Главный госпиталь                   | General Hospital                  | Серена Болдуин                 |
| 2017      | ф   | Дом Уиджи                           | Ouija House                       | Лори                           |

## Награды и номинации
| Год  | Награда                            | Категория                                                      | Работа                   | Результат |
| ---- | ---------------------------------- | -------------------------------------------------------------- | ------------------------ | --------- |
| 1999 | Молодой актёр                      | Best Performance in a Day Time Serial — Young Performer        | «Порт Чарльз»            | Номинация |
| 2000 | Молодой актёр                      | Best Performance in a Soap Opera — Young Actress               | «Порт Чарльз»            | Номинация |
| 2005 | Молодой актёр                      | Best Performance in a Feature Film — Leading Young Actress     | «Жестокий ручей»         | Номинация |
| 2005 | Независимый дух                    | Special Distinction Award                                      | «Жестокий ручей»         | Победа    |
| 2007 | International Family Film Festival | Лучший актёр-ребенок                                           | «Глаз дельфина»          | Победа    |
| 2009 | Молодой актёр                      | Best Performance in a TV Series — Guest Starring Young Actress | «Говорящая с призраками» | Номинация |
| 2015 | Studio City Film Festival          | Лучшая драматическая актриса                                   | «Подготовительная школа» | Победа    |